# Anders Haglund
Folke Anders Haglund ( i riksdagen kallad Haglund i Gävle), född 23 augusti 1910 i Njurunda socken, död 8 juni 1990 i Gävle, var en svensk ombudsman och socialdemokratisk politiker.
Haglund var ledamot av Sveriges riksdags andra kammare från sommaren 1958, invald i Gävleborgs läns valkrets. Han var även landstingsman 1946–1948.
Anders Haglund är begravd på Skogskyrkogården i Gävle.